# Esther Kobel Mouttet
Esther Kobel Mouttet (* 1977 in Payerne, Kanton Waadt) ist eine schweizerische evangelische Theologin und Professorin für Neues Testament an der Johannes Gutenberg-Universität Mainz.

## Leben und Forschung
Nach ihrer Matura (Altsprachlicher Typus) 1996 studierte Esther Kobel von 1997 bis 2004 evangelische Theologie in Basel und Bern sowie Judaistik in Jerusalem im Rahmen des Programms „Studium in Israel“. Nach Abschluss ihres Studiums (lic. theol.) im Jahr 2004 absolvierte sie ihr Vikariat in der Kirchgemeinde St. Leonhard (Basel) und wurde 2005 ordiniert. Neben ihrer Tätigkeit als Pfarrerin in evangelisch-reformierten Kirchgemeinden in Basel-Stadt, Baselland und Zürich promovierte sie von 2007 bis 2010 im Fach Neues Testament. Im Rahmen ihrer Promotion arbeitete sie auch mit Adele Reinhartz an der University of Ottawa zusammen, mit der sie immer wieder gemeinsame Projekt initiiert (etwa im Rahmen der Gastprofessur, für die Reinhartz von Kobel erfolgreich nominiert wurde); sie war von 2008 bis 2011 Doktorandin im SNF-Forschungsprojekt „Tischgemeinschaften. Orte religiöser Praxis und Identität im Judentum zur Zeit des zweiten Tempels und im frühen Christentum“ an der Universität Basel. Nach ihrer Habilitation für das Fach Neues Testament an der Universität Basel 2018 erhielt sie 2020 einen Ruf an die Evangelisch-Theologische Fakultät der Universität Mainz, den sie annahm.
Schwerpunkte ihrer Forschung liegen in der Mahlzeitenforschung, im Johannesevangelium und bei Paulus. Sie gehört zu den Vertreterinnen der kulturwissenschaftlicher Exegese und befasst sich immer wieder mit biblisch-theologischer Forschung aus feministischer Perspektive.
Esther Kobel ist verheiratet und hat vier Kinder.

## Werke & Veröffentlichungen
Monographien
- Dining with John. Communal Meals and Identity Formation in the Fourth Gospel and its Historical and Cultural Context, Biblical Interpretation Series 109, Leiden: Brill, 2011. ISBN 978-90-04-21778-2.
- Paulus als interkultureller Vermittler. Eine Studie zur kulturellen Positionierung des Apostels der Völker, Studies in Cultural Contexts of the Bible 1, Paderborn: Ferdinand Schöningh, 2019. doi:10.30965/9783657707461.

Aufsätze und Artikel (Auswahl)
- Paulus πρεσβύτης. Der alternde Paulus im Kontext antiker Altersdiskurse, in: Alter und Altern in der Bibel. Exegetische Perspektiven auf Altersdiskurse im Alten und Neuen Testament, Cramer, Malte, Peter Wick (eds.), Stuttgart: Kolhammer, 2021, S. 153–173. ISBN 978-3170388970.
- Alma pater? Zum Topos männlichen Milchspendens im frühen Christentum, in: Biblische Zeitschrift 65/2021, Heft 2, S. 243–265.
- „Let anyone who is thirsty come to me, and let the one who believes in me drink.“ The Johannine Jesus as the true provider of earthly and heavenly nourishment, in: Handbook of Early Christian Meals in the Greco-Roman World, Soham Al-Suadi, Peter-Ben Smit (eds.), London: T&T Clark, 2019, S. 136–145. ISBN 9780567666413.
- Art. Manna, II. Neues Testament. In: Encyclopedia of the Bible and Its Reception 17, Berlin/Boston: de Gruyter, 2019, verfügbar bei:
- Art. Evangelium nach Johannes. In: Stefan Alkier, Michaela Bauks; Koenen, Klaus (eds.): Das Wissenschaftliche Bibellexikon im Internet (WiBiLex), Stuttgart 2017. Permanenter Link:
- „Ich habe recht, denn es steht geschrieben“. Zur Bedeutung des protestantischen Schriftprinzips für die neutestamentliche Exegese, in: 1973-2013, 40 Jahre Leuenberger Konkordie. Dokumentationsband zum Jubiläumsjahr 2013 der Gemeinschaft Evangelischer Kirchen in Europa, Michael Bünker, Bernd Jaeger (eds.). Wien: Evangelischer Presseverband in Österreich, 2014, 272-284. ISBN 978-3-85073-357-1.
- Jesus in und jenseits von Jerusalem. Zur Rolle Jerusalems im Johannesevangelium anhand von Joh 2,13-23 und Joh 4,24-26, in: Theologische Zeitschrift 69/2013, Heft 4, 518-530.
- Is John a Chameleon? A Pluralistic Reading of John 6, In: Decisive Meals: Table Politics in Biblical Literature, MacDonald, Nathan, Kathy Ehrensperger, Luzia Sutter Rehmann (eds.), Library of New Testament Studies, 449, London: Bloomsbury, 2012, 83-89. ISBN 9780567526014.

Übersetzungen ins Deutsche
- Adele Reinhartz, „Juden“ und Juden im vierten Evangelium, aus dem Englisch übersetzt von Esther Kobel, in: Kirche und Israel 23/2008, Heft 2, 127-142.
- Adele Reinhartz, Freundschaft mit dem Geliebten Jünger. Eine jüdische Lektüre des Johannesevangeliums, aus dem Englisch übersetzt von Esther Kobel, Zürich: TVZ Theologischer Verlag 2005. ISBN 978-3290173586.
- Adele Reinhartz, Oscar Cullmann und sein Beitrag zur Johannes-Forschung, aus dem Englisch übersetzt von Esther Kobel, in: Theologische Zeitschrift, 58/2002, Heft 3, 221-231.